# Ецій

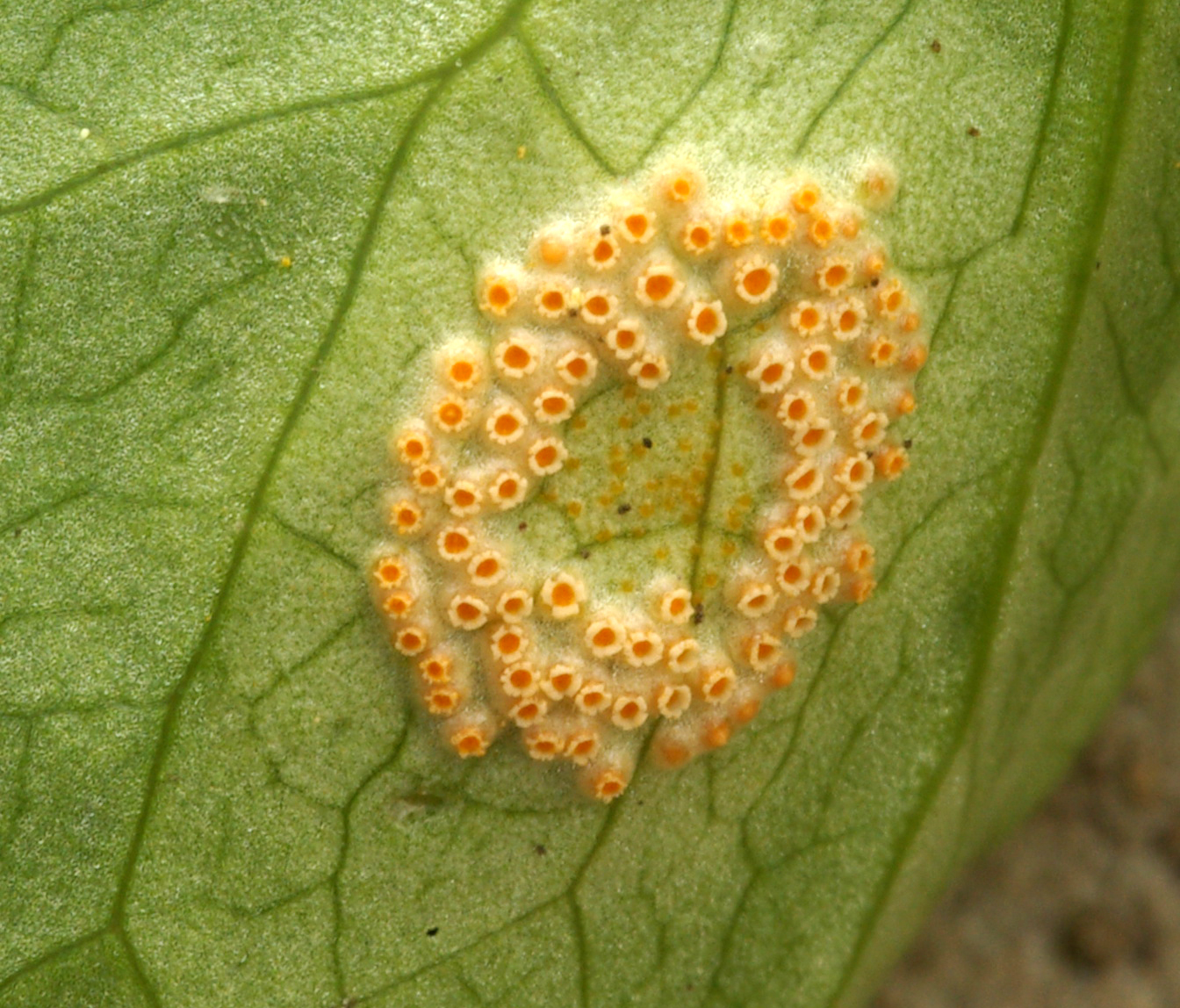
Еції гриба Puccinia sessilis на листку Arum maculatum

Еції або ецидіоложа — специфічні спороношення, що утворюють на першій стадії розвитку представники іржастих грибів. Мають вигляд споролож певної форми, оточених перидієм або без перидія. Еції містять ланцюжки базипетальних, переважно дикаріотичних бластоспор. Часто виділяють чотири морфотипи еціїв — цеома, ецидій, рестелій і перидермій. Еції розвиваються на нижній поверхні листя рослини-хазяїна.
Цеома — плоский ецій, що нагадує ацервулу. Не має міцеліального покриву (перидію).
Ецидій — чашоподібний, чашечковидний ецій з перидієм, що розривається при достиганні більш-менш правильними лопатями. Має воронкоподібний край, що не виступає за межі епідермісу рослини.,
Рестелій — вертикально видовжений, циліндричний, конусоподібний ецій з тріщинуватим перидієм. Край лопатевидно-розщеплюваний, виступає за межі епідермісу рослини.,
Перидермій — напівкулястий, подушечковидно-опуклий, подушкоподібний ецій. Має міцеліальний покрив, що при достиганні неправильно розривається. Край плівчастий, виступає за межі епідермісу рослини.,
Ецій утворюють гриби роду Gymnosporangium.

## Галерея

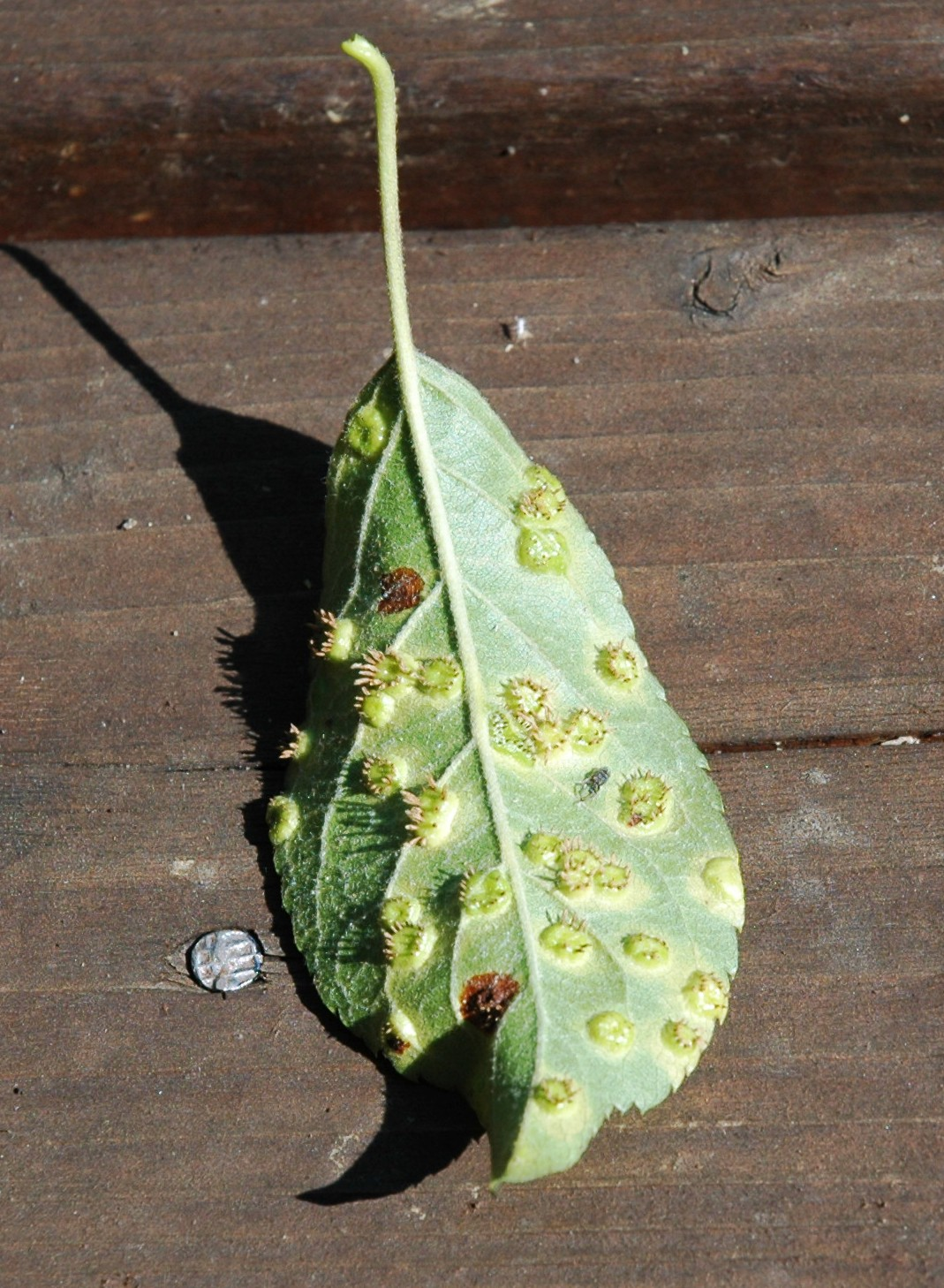
Уражені листя яблуні грибом Gymnosporangium juniperi-virginianae
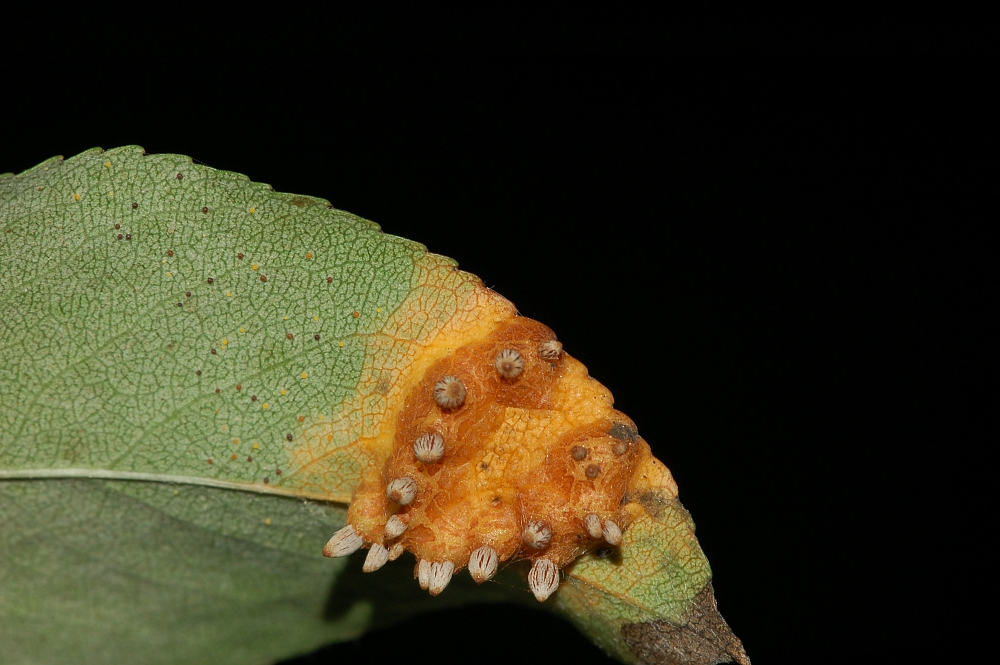
Gymnosporangium sabinae